# Kunkor
A kunkor (Heliotropium) a borágófélék (Boraginaceae) családjában a kunkorformák (Heliotropioideae) alcsalád névadó nemzetsége — egyes, újabb rendszertanok az alcsaládot önálló családnak tekintik.

## Származása, elterjedése
Trópusi, mediterrán és mérsékelt éghajlatú területeken is előfordul. Magyarországon két faja honos:
- európai kunkor (közönséges kunkor, Heliotropium europaeum)
- henye kunkor (Heliotropium supinum)

— utóbbi hazánkban védett.

## Megjelenése, felépítése
Termése csonthéjas.

## Felhasználása
Egyes fajai dísznövények, amiket általában sziklakertekbe ültetnek. Főleg kellemes vaníliaillatuk miatt kedvelik őket. 
Több faj, így a európai kunkor (Heliotropium europaeum) is mérgező, pirrolizidin alkaloidokat tartalmaz, amelyek bizonyítottan mérgezők a máj számára. Szerepelnek az OGYÉI tiltólistáján is.